# Can Gifré
Can Gifré o Can Serra és un mas al terme municipal de Sant Martí de Llémena (el Gironès). Edifici de planta rectangular, de planta baixa i un pis, teulat a dues aigües i carener perpendicular a la façana principal. Al costat esquerre, a continuació del teulat i seguint el pendent, hi ha la pallissa. La façana principal segueix una composició semi simètrica. Totes les obertures són de llinda plana. A planta baixa hi ha dues portes, la principal, centrada i amb inscripció, amb orla al mig i les lletres AVE MA i SINTO GIFRA ME FECIT ANY 1779. La resta de finestres tenen dates diferents: 1748 i 1775. S'ha arreglat el teulat.